# Сорта яблони домашней
Повсеместно выведено около 7500 сортов яблони культурной. В Российский Государственный реестр селекционных достижений, допущенных к использованию в 2021 году, включено 476 сортов яблонь, из них 34 новых и 84 охраняемых, а также 16 сортов декоративных яблонь.
| # А Б В Г Д Е Ё Ж З И К Л М Н О П Р С Т У Ф Х Ц Ч Ш Щ Э Ю Я |

## А
| Сорт                                  | Описание | Описание     | Фотография                              | П.            |
| ------------------------------------- | --- | ------------ | --------------------------------------- | ------------- |
| Абориген ? / 1974                     | Оригинальное название: Абориген | Код: 7105410 | Фото яблок сорта Абориген               |               |
| Абориген ? / 1974                     | Автор(ы): Болоняев А. В. Районирован: Дальневосточный регион Плоды: летние, вкус приятный винно-сладкий, масса 60 г (максимальная 120) Дерево: среднерослое, урожайность выше среднего Устойчивость: высокая к морозам и монилиозу |              | Фото яблок сорта Абориген               |               |
| Абхазское ?                           | Оригинальное название: Абхазское | Код: ?       | Фото яблок/яблони                       | [ 4 ]         |
| Абхазское ?                           | Синоним(ы): Абхазское зимнее Плоды: крупные, сладковато-кислые, транспортабельные Дерево: сильнорослое, мощное, урожайное (40-60 пудов) Устойчивость: |              | Фото яблок/яблони                       | [ 4 ]         |
| Авангард ? / 1965                     | Оригинальное название: Авангард | Код: 5801729 | Фото яблок/яблони                       |               |
| Авангард ? / 1965                     | Автор(ы): Болоняев А. В. Районирован: Дальневосточный регион Плоды: осенние, вкус приятный кисло-сладкий, масса 25-31 г Дерево: высокая скороплодность, плодоношение нерегулярное умеренное или обильное Устойчивость: высокая к морозам, относительная к парше и монилиозу |              | Фото яблок/яблони                       |               |
| Августа 1982 / 2008                   | Оригинальное название: Августа | Код: 9811465 | Фото яблок/яблони                       |               |
| Августа 1982 / 2008                   | Автор(ы): Седов Е. Н., Серова З. М., Долматов Е. А., Седышева, Г. А. Районирован: Центрально-Чернозёмный регион Плоды: позднелетние, вкус кисло-сладкий, дегус. оценка 4,4 балла, масса около 160 г Дерево: сильнорослое, быстрорастущее, в плодоношение вступает на 5 год Устойчивость: средняя к засухе |              | Фото яблок/яблони                       |               |
| Августина ? / 2006                    | Оригинальное название: Августина | Код: 9552948 | Фото яблок/яблони                       |               |
| Августина ? / 2006                    | Автор(ы): Качалкин М. В., Полякова Н. А. Районирован: Центрально-Чернозёмный регион Плоды: летние, среднего размера, вкус кисло-сладкий со слабым ароматом, дегус. оценка 4,3 балла, масса около 120 г Дерево: среднерослое, быстрорастущее Устойчивость: средняя к засухе, средняя к морозам |              | Фото яблок/яблони                       |               |
| Августовское дальневосточное ? / 1959 | Оригинальное название: Августовское Дальневосточное | Код: 5801737 | Фото яблок/яблони                       |               |
| Августовское дальневосточное ? / 1959 | Автор(ы): Болоняев А. В. Районирован: Дальневосточный регион Плоды: летние, вкус посредственный, сладко-кислый с горчинкой, масса около 25 г (максимальная 45) Дерево: среднерослое, скороплодность средняя, урожаи ежегодные средние Устойчивость: высокая к морозам, относительная к парше и монилиозу |              | Фото яблок/яблони                       |               |
| Авенариус ?                           | Оригинальное название: Авенариус | Код: ?       | Фото яблок/яблони                       | [ 4 ]         |
| Авенариус ?                           | Синоним(ы): Сладкое Авенариуса Автор(ы): Авенариус из Царской Славянки Петроградской губернии Плоды: летние, по вкусу сладкие, почти лишены кислоты Дерево: высокорослое, скороспелое, урожайное Устойчивость: морозостойкое |              | Фото яблок/яблони                       | [ 4 ]         |
| Аврора крымская ? / 1992              | Оригинальное название: Аврора крымская | Код: 7405170 | Фото яблок/яблони                       | [ 5 ]         |
| Аврора крымская ? / 1992              | Автор(ы): Усов, А. Г., Гедвило Л. А. Районирован: Северо-Кавказский регион Плоды: зимние, вкус кисло-сладкий, масса около 150 г Дерево: среднерослое, урожайность в среднем 293 ц/га |              | Фото яблок/яблони                       | [ 5 ]         |
| Айдаред 1942 / 1986                   | Оригинальное название: Idared (Айдаред) | Код: 7450915 | Фото яблок сорта Айдаред                |               |
| Айдаред 1942 / 1986                   | Районирован: Северо-Кавказский и Нижневолжский регионы Плоды: позднезимние, лёжкие, вкус кисло-сладкий, хороший, со слабым ароматом, масса 140 г (максимальная 170) Дерево: среднерослое Устойчивость: хорошая к морозам и засухе, средняя к мучнистой росе и парше, не поражается бурой пятнистостью |              | Фото яблок сорта Айдаред                |               |
| Академик Казаков ? / 2013             | Оригинальное название: Академик Казаков | Код: 8853557 | Фото яблок/яблони                       |               |
| Академик Казаков ? / 2013             | Автор(ы): Савельев Н. И., Земисов А. С., Савельева Н. И., Савельева И. Н., Юшков А. Н. Районирован: Центрально-Чернозёмный регион Плоды: зимние, вкус кисловато-сладкий со средним ароматом, дегус. оценка 4,5 балла, масса около 160 г Дерево: среднерослое, урожаность в среднем 183,7 ц/га Устойчивость: зимостойкий сорт, иммунный к парше |              | Фото яблок/яблони                       |               |
| Академическая ? / 2006                | Оригинальное название: Академическая | Код: 9552960 | Фото яблок/яблони                       |               |
| Академическая ? / 2006                | Автор(ы): Качалкин М. В., Полякова Н. А. Районирован: Центрально-Чернозёмный регион Плоды: осенние, вкус кисловато-сладкий со средним ароматом, масса 160—170 г Дерево: среднерослое, скороплодное, в плодоношение вступает на 4 год Устойчивость: средняя к засухе |              | Фото яблок/яблони                       |               |
| Акаевская красавица 1903 / ?          | Оригинальное название: Акаевская красавица | Код: ?       | Фото яблок/яблони                       | [ 6 ]         |
| Акаевская красавица 1903 / ?          | Районирован: Пензенская, Курганская и Омская области, Республика Мордовия Плоды: раннезимние (начало сентября), транспортабельные, лёжкость до января и дольше, вкус кисло-сладкий, величина средняя и выше средней, плоды тяжеловесные Дерево: сильнорослое, в плодоношение вступает на 5—6 год, урожайность хорошая Устойчивость: хорошая к парше, зимостойкость высокая (наравне с Анисом) |              | Фото яблок/яблони                       | [ 6 ]         |
| Алая заря ? / 2015                    | Оригинальное название: Алая заря | Код: 9053105 | Фото яблок/яблони                       |               |
| Алая заря ? / 2015                    | Автор(ы): Муравьёв Г. А., Муравьева Л. П. Районирован: Восточно-Сибирский регион Плоды: осенние, вкус сладко-кислый со средним ароматом, дегус. оценка 4,1 балла, масса около 46 г Дерево: среднерослое, быстрорастущее, средняя урожайность 86 ц/га Устойчивость: высокая к морозу, устойчив к парше |              | Фото яблок/яблони                       |               |
| Александр Бойко ? / 1974              | Оригинальное название: Александр Бойко | Код: 9052364 | Фото яблок/яблони                       |               |
| Александр Бойко ? / 1974              | Автор(ы): Седов, Е. Н., Серова З. М., Жданов В. В., Дутова Л. И., Рагулина Т. В., Седышева Г. А. Районирован: Центрально-Чернозёмный регион Плоды: зимние, вкус кисло-сладкий со слабым ароматом, масса около 200 г Дерево: среднерослое, урожаи в среднем 190 ц/га Устойчивость: зимостойкий, засухоустойчивый сорт, иммунный к парше |              | Фото яблок/яблони                       |               |
| Алёнушка ? / 1974                     | Оригинальное название: Аленушка | Код: 6402925 | Фото яблок/яблони                       |               |
| Алёнушка ? / 1974                     | Автор(ы): Тихонов Н. Н., Толмачева А. С. Районирован: Западно-Сибирский и Восточно-Сибирский регионы Плоды: летние, вкус гармоничный, кисло-сладкий, масса 28 г (максимальная 42 г), средняя транспортабельность Дерево: ниже среднего (до 2 м высотой), высокая скороплодность, высокая восстановительная способность Устойчивость: высокая к морозам, хорошая к парше, засухоустойчивый сорт |              | Фото яблок/яблони                       |               |
| Алёнушкино ? / 1999                   | Оригинальное название: Аленушкино | Код: 9004831 | Фото яблок/яблони                       |               |
| Алёнушкино ? / 1999                   | Автор(ы): Дутова Л. И., Артюх С. Н., Кошелева Т. А. Районирован: Северо-Кавказский регион Плоды: позднелетние, вкус кисло-сладкий со слабым ароматом, дегус. оценка 4,6 балла, масса 180—220 г Дерево: урожайность в среднем 283 ц/га Устойчивость: высокая к болезням |              | Фото яблок/яблони                       |               |
| Алеся ? / 2002                        | Оригинальное название: Алеся | Код: 9004882 | Фото яблок/яблони                       |               |
| Алеся ? / 2002                        | Автор(ы): Коваленко Г. К., Коваленко В. Г., Гракович Д. В. Районирован: Северо-Западный и Центральный регионы Плоды: позднезимние, вкус кисло-сладкий, дегус. оценка 4,3 балла Дерево: среднерослое, скороплодное (в плодоношение вступает на 3—4 год), урожайность в среднем 60 ц/га |              | Фото яблок/яблони                       |               |
| Алтайская красавица ? / 2009          | Оригинальное название: Алтайская красавица | Код: 9358594 | Фото яблок/яблони                       |               |
| Алтайская красавица ? / 2009          | Автор(ы): Калинина И. П., Корниенко Т. Ф., Дорохина Н. И., Чупина Г. В., Орехова Е. С. Районирован: Западно-Сибирский регион Плоды: осенние, вкус кисло-сладкий со средним ароматом, дегус. оценка 4,6 балла, масса около 85 г Дерево: среднерослое, быстрорастущее, в плодоношение вступает на 5 год |              | Фото яблок/яблони                       |               |
| Алтайский голубок 1937 / 1959—2012    | Оригинальное название: Алтайский голубок | Код: 4902483 | Фото яблок/яблони                       | [ 7 ] [ 8 ]   |
| Алтайский голубок 1937 / 1959—2012    | Автор(ы): М. А. Лисавенко, И. А. Кухарский, М. А. Сиземова, В. А. Сироткина Районирован: Центральный регион Плоды: зимние, масса 21—35 г Дерево: среднерослое, скороплодное (плодоношение на 3—4 год), урожайность средняя Устойчивость: высокая к морозам, средняя к парше |              | Фото яблок/яблони                       | [ 7 ] [ 8 ]   |
| Алтайское багряное ? / 1988           | Оригинальное название: Алтайское багряное | Код: 7907486 | Фото яблок/яблони                       |               |
| Алтайское багряное ? / 1988           | Автор(ы): Лисавенко М. А., Калинина И. П., Корниенко Т. Ф., Гранкина З. А. Районирован: Западно-Сибирский и Восточно-Сибирский регионы Плоды: осенние, вкус хороший, кисло-сладкий с небольшим ароматом, масса около 28 г (максимальная 35) Дерево: среднерослое (до 2,5 м), высокая восстановительная способность, урожаи ежегодные, очень высокие, в плодоношение вступает на 4 год Устойчивость: высокая к морозам, относительная к парше |              | Фото яблок/яблони                       |               |
| Алтайское бархатное ? / 1991—2011     | Оригинальное название: Алтайское бархатное | Код: 6202667 | Фото яблок/яблони                       | [ 9 ] [ 8 ]   |
| Алтайское бархатное ? / 1991—2011     | Автор(ы): Лисавенко М. А., Жебровская Л. Ю., Калинина И. П., Ермакова Н. В. Районирован: Западно-Сибирский регион Плоды: осенние (конец августа), осыпаются по мере созревания, лёжкость до 60 дней, вкус хороший кисло—сладкий, масса 38—50 г Дерево: среднерослые, плодоносит с 4 года, урожайность средняя, регулярная, Устойчивость: высокая к парше, средняя зимостойкость, высокая восстановительная способность |              | Фото яблок/яблони                       | [ 9 ] [ 8 ]   |
| Алтайское зимнее ? / 2001             | Оригинальное название: Алтайское зимнее | Код: 9801502 | Фото яблок/яблони                       |               |
| Алтайское зимнее ? / 2001             | Автор(ы): Калинина И. П., Корниенко Т. Ф., Гранкина З. А., Орехова Е. С. Районирован: Западно-Сибирский регион Плоды: зимние, вкус кисло-сладкий, дегус. оценка 4,4 балла, масса 85 г Дерево: хорошо восстанавливается, урожайность в среднем 41 ц/га Устойчивость: средняя к морозам |              | Фото яблок/яблони                       |               |
| Алтайское крапчатое 1958-1968 / 1985  | Оригинальное название: Алтайское крапчатое | Код: 8009376 | Фото яблок/яблони                       |               |
| Алтайское крапчатое 1958-1968 / 1985  | Автор(ы): Лисавенко М. А., Калинина И. П., Ермакова Н. В. Районирован: Волго-Вятский и Западно-Сибирский регионы Плоды: летние, вкус хороший, кисло-сладкий, масса около 51 г (максимальная 70) Дерево: среднерослое, средняя скороплодность, урожайность ежегодная, высокая (средняя 129 ц/га, максимальная 185 ц/га) Устойчивость: высокая к морозам, средняя к парше |              | Фото яблок/яблони                       |               |
| Алтайское пурпуровое ? / 1999         | Оригинальное название: Алтайское пурпуровое | Код: 8103968 | Фото яблок/яблони                       |               |
| Алтайское пурпуровое ? / 1999         | Автор(ы): Лисавенко М. А., Калинина И. П., Ермакова Н. В. Районирован: Уральский и Западно-Сибирский регионы Плоды: зимние, вкус кисло-сладкий с пряностью и слабым ароматом, дегус. оценка 4 балла, масса около 60 г Дерево: среднерослое, урожаи регулярные и высокие (в среднем 144 ц/га) |              | Фото яблок/яблони                       |               |
| Алтайское румяное ? / 1985            | Оригинальное название: Алтайское румяное | Код: 7405200 | Фото яблок/яблони                       |               |
| Алтайское румяное ? / 1985            | Автор(ы): Лисавенко М. А., Калинина И. П., Жебровская Л. Ю., Юрниенко Т. Ф., Гранкина З. А. Районирован: Уральский, Западно-Сибирский и Дальневосточный регионы Плоды: летние Дерево: ? Устойчивость: ? |              | Фото яблок/яблони                       |               |
| Алтайское янтарное ? / 2009           | Оригинальное название: Алтайское янтарное | Код: 9610454 | Фото яблок/яблони                       |               |
| Алтайское янтарное ? / 2009           | Автор(ы): Калинина И. П., Юрниенко Т. Ф., Гранкина З. А., Дорохина Н. И., Чупина Г. В., Орехова Е. С. Районирован: Западно-Сибирский регион Плоды: летние, вкус кисловато-сладкий со средним ароматом, дегус. оценка 4,5 баллов, масса около 75 г Дерево: среднерослое, в плодоношение вступает на 5 год Устойчивость: средняя к засухе |              | Фото яблок/яблони                       |               |
| Алтынай ? / 2009                      | Оригинальное название: Алтынай | Код: 9700439 | Фото яблок/яблони                       |               |
| Алтынай ? / 2009                      | Автор(ы): Калинина И. П., Ермакова Н. В., Яшемская З. С. Районирован: Западно-Сибирский регион Плоды: раннезимние, вкус кисло-сладкий с небольшим ароматом, масса около 78 г Дерево: средняя скороплодность Устойчивость: средняя к морозам, высокая к парше |              | Фото яблок/яблони                       |               |
| Алые паруса ? / 2014                  | Оригинальное название: Алые паруса | Код: 8306338 | Фото яблок/яблони                       |               |
| Алые паруса ? / 2014                  | Районирован: Северо-Кавказский регион Плоды: позднелетние, вкус кисло-сладкий со слабым земляничным ароматом, дегус оценка 5 баллов, масса около 160 г Дерево: среднерослое, урожайность в среднем 389 ц/га |              | Фото яблок/яблони                       |               |
| Алхас ?                               | Оригинальное название: Алхас | Код: ?       | Фото яблок/яблони                       | [ 6 ]         |
| Алхас ?                               | Автор(ы): Крутов Вс. М. Районирован: Красноярский край, Иркутская область Плоды: осенние (конец августа), малотранспортабельные, лёжкость 1,5 месяца, вкус приятный сладко—кисловатый, масса до 15 г Дерево: большое, в плодоношение вступает на 3—4 год, урожайность высокая, периодичность выражена слабо Устойчивость: высокая к парше, зимостойкость высокая, устойчив против солнечных ожогов |              | Фото яблок/яблони                       | [ 6 ]         |
| Амурское урожайное ? / 1959           | Оригинальное название: Амурское урожайное | Код: 5801745 | Фото яблок/яблони                       |               |
| Амурское урожайное ? / 1959           | Автор(ы): Болоняев А. В. Районирован: Дальневосточный регион Плоды: осенние, вкус кисло-сладкий, вполне удовлетворительный, масса 32 г Дерево: скороплодность выше средней Устойчивость: высокая к морозам, относительная к парше |              | Фото яблок/яблони                       |               |
| Анис алый ? / 1947                    | Оригинальное название: Анис алый | Код: 3900649 | Фото яблок сорта Анис алый (бархатный)  |               |
| Анис алый ? / 1947                    | Синоним(ы): Анис бархатный, Анис красный, Анис кумачовый, Анис сафьяновый Районирован: Северо-Западный, Волго-Вятский и Средневолжский регионы Плоды: осенние, хранятся 35-40 дней, вкус хороший, кисловато-сладкий с характе́рным анисовым ароматом, масса около 63 г Дерево: высокорослое, низкая скороплодность, урожайность очень высокая Устойчивость: относительно высокая к морозам, средняя к парше, низкая к чёрному раку |              | Фото яблок сорта Анис алый (бархатный)  |               |
| Анис полосатый ? / 1947               | Оригинальное название: Анис полосатый | Код: 4804171 | Фото яблок сорта Анис полосатый         |               |
| Анис полосатый ? / 1947               | Синоним(ы): Анисовка, Анис зимний, Анис пёстрый, Анис серый Районирован: Северо-Западный, Центральный, Волго-Вятский, Средневолжский и Уральский регионы Плоды: раннеосенние, вкус хороший, кисло-сладкий с сильным анисовым ароматом, хранятся 45—60 дней, масса 70 г (максимальная 90) Дерево: сильнорослое, низкая скороплодность, высокая урожайность Устойчивость: высокая к морозам и засухе, средняя к парше |              | Фото яблок сорта Анис полосатый         |               |
| Анис свердловский ? / 2002            | Оригинальное название: Анис свердловский | Код: 9402705 | Фото яблок/яблони                       |               |
| Анис свердловский ? / 2002            | Автор(ы): Котов Л. А. Районирован: Волго-Вятский регион Плоды: осенние, вкус кисло-сладкий со средним ароматом, дегус. оценка 4,5 балла, масса около 90 г Дерево: среднерослое, средняя урожайность 123 ц/га |              | Фото яблок/яблони                       |               |
| Антей ? / 2000                        | Оригинальное название: Антей | Код: 8204209 | Фото яблок/яблони                       |               |
| Антей ? / 2000                        | Автор(ы): Коваленко Г. К., Коваленко В. Г., Евдокименко В. М., Солонец Г. К., Ярошевич И. В. Районирован: Северо-Западный и Центральный регионы Плоды: позднезимние, хранятся до мая, вкус кисло-сладкий, дегус. оценка 4,5 балла, масса около 130 г Дерево: среднерослое, средняя урожайность 157 ц/га |              | Фото яблок/яблони                       |               |
| Антоновка обыкновенная 1848 / 1947    | Оригинальное название: Антоновка обыкновенная | Код: 3900657 | Фото яблок сорта Антоновка обыкновенная | [ 10 ]        |
| Антоновка обыкновенная 1848 / 1947    | Синоним(ы): Антоновка, Антоновка курская, Антоновка простая, Антоновка стаканчатая, Антоновское яблоко, Восковая жёлтая, Духовое, Красноглазовская Районирован: Северо-Западный, Центральный, Волго-Вятский, Центрально-Чернозёмный, Средневолжский, Уральский и Восточно-Сибирский регионы Плоды: раннезимние, вкус хороший с некоторым избытком кислоты и своеобразным ароматом, дегус. оценка 4,2 балла, масса 120—150 г (максимальная около 300) Дерево: сильнорослое; скороплодность низкая; урожайность высокая, но нерегулярная Устойчивость: высокая к морозам и заморозкам, низкая к парше, плоды сильно поражаются плодожоркой |              | Фото яблок сорта Антоновка обыкновенная | [ 10 ]        |
| Ариане 1979 / 2011                    | Оригинальное название: Ariane (Ариане) | Код: 9153787 | Фото яблок сорта Ариане                 | [ 11 ] [ 12 ] |
| Ариане 1979 / 2011                    | Автор(ы): Yves Lespinasse Плоды: созревают в середине сентября в Анже, вкус кисловато-сладкий со слабым ароматом, хранятся около 7 месяцев при 1°С Устойчивость: иммунный к парше (ген Vf) |              | Фото яблок сорта Ариане                 | [ 11 ] [ 12 ] |
| Аркадик ? / 2008                      | Оригинальное название: Аркадик | Код: 9705659 | Фото яблок/яблони                       |               |
| Аркадик ? / 2008                      | Автор(ы): Кичина В. В. Районирован: Центральный регион Плоды: раннелетние, вкус кисловато-сладкий с сильным ароматом, масса 120—340 г Дерево: сильнорослое, быстрорастущее, скороплодное (в плодоношение вступает на 3 год), средняя урожайность 305 ц/га Устойчивость: средняя к засухе |              | Фото яблок/яблони                       |               |
| Аркаим ? / 2012                       | Оригинальное название: Аркаим | Код: 9051878 | Фото яблок/яблони                       |               |
| Аркаим ? / 2012                       | Автор(ы): Мазунин М. А., Мазунина Н. Ф., Мережко О. Е. Районирован: Уральский регион Плоды: раннезимние, вкус кисло-сладкий с приятным слабым ароматом, дегус. оценка 4,2 балла, масса около 185 г Дерево: среднерослое, среднерастущее, средняя урожайность 160 ц/га |              | Фото яблок/яблони                       |               |
| Аромат Уктуса ? / 2009                | Оригинальное название: Аромат Уктуса | Код: 9463193 | Фото яблок/яблони                       |               |
| Аромат Уктуса ? / 2009                | Автор(ы): Котов Л. А. Районирован: Волго-Вятский регион Плоды: летние, вкус сладко-кислый со сильным ароматом, дегус. оценка 4 балла, масса около 102 г Дерево: среднерослое, быстрорастущее, средняя урожайность 196 ц/га |              | Фото яблок/яблони                       |               |
| Ароматное ?                           | Оригинальное название: Ароматное | Код: ?       | Фото яблок/яблони                       | [ 13 ]        |
| Ароматное ?                           | Автор(ы): ? Районирован: Средняя полоса России (?) Плоды: зимние, вкус кисло-сладкий, с приятным ароматом, масса 160—220 г Дерево: среднерослое, скороплодное, высокоурожайное Устойчивость: к морозам и парше |              | Фото яблок/яблони                       | [ 13 ]        |
| Афродита ? / 2006                     | Оригинальное название: Афродита | Код: 9807110 | Фото яблок/яблони                       |               |
| Афродита ? / 2006                     | Автор(ы): Седов Е. Н., Серова З. М., Жданов В. В., Долматов Е. А. Районирован: Центрально-Чернозёмный регион Плоды: раннезимние, вкус кисло-сладкий, дегус. оценка 4,4 балла, масса около 125 г Дерево: большое, быстрорастущее, средняя урожайность 133 ц/га Устойчивость: иммунный к парше |              | Фото яблок/яблони                       |               |
| Аэлита ? / 1999                       | Оригинальное название: Аэлита | Код: 8009295 | Фото яблок/яблони                       |               |
| Аэлита ? / 1999                       | Автор(ы): Исаев С. И., Максимова М. П., Лимбергер Г. Э. Районирован: Северо-Западный регион Плоды: раннезимние, вкус кисловато-сладкий, дегус. оценка 4,5 балла, масса около 100 г Дерево: высокое, средняя урожайность 140 ц/га Устойчивость: морозостойкость на уровне Коричного полосатого |              | Фото яблок/яблони                       |               |

- 'Аврора Уральская'
- 'Азербайджанское'
- 'Алант'
- 'Алмазское'
- 'Альберт Ланский'
- 'Альминское'
- 'Альпинист'
- 'Альфристон'
- 'Амели'
- 'Амер де Бертекур'
- 'Амтманское'
- 'Ананасное Красное'
- 'Английское Королевское'
- 'Анис Апортовый'
- 'Анис Кубанский'
- 'Анис Новый'
- 'Анис Пурпуровый'
- 'Анис Розово-полосатый'
- 'Антоновка Десертная'
- 'Антоновка-каменичка'
- Антоновка
- 'Антоновка Белая'
- 'Антоновка Золотой Монах'
- 'Антоновка Крупнина'
- 'Антоновка Осенняя'
- 'Антоновка Полуторафунтовая'
- 'Антоновка Степная'
- 'Апи Большое'
- 'Апи Звёздчатое'
- 'Апи Розовое'
- 'Апи Чёрное'
- Апорт
- 'Апорт Александр'
- 'Апорт Белый'
- 'Апорт Зимний'
- 'Апорт Репчатый'
- 'Апорт Розовый'
- 'Апрельское'
- 'Арабское'
- 'Аркад Жёлтый'
- 'Аркад Летний Жёлтый'
- 'Аркад Теньковский'
- 'Арнет'
- 'Астраханское Белое'
- 'Астраханское Красное'

## Б
- 'Бабушкино'
- Баганенок (через ё?)
- Балаклавское
- Балтика
- Барнаульское раннее
- Бархатное
- Башкирский изумруд
- Башкирский красавец
- Башкирское зимнее
- Баяна
- Бежин луг
- Белое летнее
- Белое солнце
- Белорусский синап
- Белорусское малиновое
- Белорусское сладкое
- Бельфлёр башкирский
- Бельфлёр-китайка
- Беркутовское
- Бессемянка мичуринская
- Бессемянка новая
- Бифорест
- Благая весть
- Благовест
- Благодать
- Богатырь
- Болотовское
- Бочонок
- Бойкен
- Бордовое
- Боровинка
- Борсдорфское луковичное Лифляндское[14]
- Братчуд
- Брусничное
- Брэбвэл
- Брянское
- Брянское алое
- Брянское золотистое
- Бузовьязовский 29
- Бузовьязовское
- Буляк
- Буртниеку Зиемас[14]
- Былина

## В
- Вавиловское
- Вагнер
- Вадимовка
- Вайне Спур
- Валюта
- Василиса
- Васюган
- Веньяминовское
- Вербное
- Веселовка
- Весялина
- Ветеран
- Викор
- Виктория
- Вильгельм
- Винное
- Вита
- Витязь
- Вишнёвая
- Волжская красавица
- Волжское
- Восторг
- Вымпел
- Выставочное
- Вятич

## Г
- Гала
- Гайя
- Гарнет
- Голден Делишес
- Голджон
- Голдспур
- Голубь Мира
- Горноалтайское
- Гравенштейн[14]
- Гренни Смит (кислый)[15]
- Грушовка Московская
- Грушовка Ранняя
- Грушовка Ревельская

## Д
- Дагестанское Зимнее
- Декабрёнок
- Делишес Спур
- Делишес
- Десертное Исаева
- Десертное Петрова
- Джойс
- Джонаголд
- Джонаред
- Джонатан Блек
- Джонатан
- Добрыня
- Долго
- Долинское
- Донешта
- Доубл Ред Делишес
- Доубл Ред Уэлси
- Доубл Ром Бьюти
- Дочь антоновки
- Дочь коричного
- Дочь папировки
- Дружба народов
- Дружное
- Дубровинка

## Е
- Елгавас васарас[14]
- Ефремовское

## Ж
- Жар-Птица
- Жёлтое сахарное
- Жёлтое ребристое
- Жеромин
- Жемчужное
- Живинка
- Жигулевское
- Жорж Кав

## З
- Заветное
- Зарянка
- Звёздочка
- Зелёнка сочная
- Земляничное Ничнера[14]
- Зестар (Минневошта)
- Зимнее лимонное
- Зимнее МосВИР
- Зимнее Плисецкого
- Зимнее полосатое
- Зимний шафран
- Золотая осень
- Зоренька

## И
- Избранница
- Изумительное
- Имрус
- Исетское Позднее
- Июльское Черненко

## К
| Название                     | Описание | Описание | Фотография        | П.     |
| ---------------------------- | --- | -------- | ----------------- | ------ |
| Кальвиль адерслебенский 1839 | Оригинальное название: Adersleber Kalvill (Кальвиль адерслебенский) | Код: ?   | Фото яблок/яблони | [ 16 ] |
| Кальвиль адерслебенский 1839 | Синоним(ы): Adersleber Kalvill-Sämling, Calville d′Arsleben, Sämling № 2 Плоды: позднеосенние (съёмная зрелость — конец сентября, полная зрелость — середина ноября, вкусовых качеств достигают к середине декабря, хранятся до середины марта), сочные, винносладкие, плохо транспортируются Дерево: теплолюбивое, скороплодное, урожаи обильные Устойчивость: в сырое лето плоды поражаются грибковыми заболеваниями |          | Фото яблок/яблони | [ 16 ] |

- Казанское
- Кальвиль краснокутский
- Кальвиль снежный
- Кальтерербемер
- Канвиль красный[14]
- Канвиль розовый (Псковская область, Россия)
- Кандиль Синап
- Квинти
- Кид Оранж Ред
- Кинг Девид
- Кинрей
- Кипарисовое
- Китайка Золотая ранняя
- Китайка-Мать
- Китайка Керр
- Китайка Санинская
- Комсомолец
- Комсомолец Бурятии
- Конфетное
- Корей
- Кореянка
- Коричное новое
- Коричное полосатое
- Корнеевское (1835)
- Коробовка
- Королева Франции
- Кортланд
- Крапес цукуриньш[14]
- Краса Свердловска
- Краса степи
- Красавица сада
- Красивое
- Красная горка
- Красное раннее
- Красноярское сладкое
- Криппс пинк[англ.]
- Круглое Воронина
- Крымское
- Крымское зимнее
- Кубань
- Кубань Спур
- Куйбышевское
- Куликовское
- Кулон-Китайка
- Кулундинское
- Кутузовец
- Кэрол

## Л
- Лада
- Лайзану зиемас[14]
- Лалетино
- Ламбурне
- Лескен
- Летнее Нежное
- Летнее Полосатое
- Ливадийское
- Лимонное Крупное
- Лобо
- Ломоносовское
- Лоу Ред Ром Бьюти
- Любимица Шевченко

## М
- Малиновое оберландское
- Малыченковское
- Мальт багаевский
- Мана
- Мантет
- Марина
- Мартовское
- Маяк
- Медовка
- Медуница
- Мезенское
- Меканис
- Мекинтош
- Мельба
- Мечта
- Миасское
- Мигинц
- Минусинское Десертное
- Минусинское Красное
- Мирное
- Мичуринское зимнее
- Монтуан
- Морспур
- Москвичка
- Московское зимнее
- Московское красное
- Московское позднее
- Муцу

## Н
- Наггит
- Надежда
- Налив Амурский
- Налив белый
- Налив розовый
- Народное
- Низкорослое
- Норис

## О
- Обильное
- Овальное Воронина
- Октябрёнок
- Олимпийское
- Орлик
- Орловская гирлянда
- Орловское Полосатое
- Осеннее алое
- Осеннее полосатое
- Осенняя радость Алтая
- Осенняя радость Мичуринска
- Оттава

## П
| Название           | Описание | Описание | Фотография        | П.            |
| ------------------ | --- | -------- | ----------------- | ------------- |
| Пармен Адамса 1826 | Оригинальное название: Adams Pearmain (Пармен Адамса) | Код: ?   | Фото яблок/яблони | [ 17 ] [ 18 ] |
| Пармен Адамса 1826 | Синоним(ы): Adams’s Pearmain, Adams’s Reinette Hanging Pearmain, Matchless, Norfolk-adams Parmaene, Norfolk pippin (Пепин норфольский), Norfolk Russet, Pearmain d’Adams, Pepin de Norfolk, Pippin golden Hegvey, Rough pippin, Rousse de Norfolk, Russet de Norfolk, Russet aus Norfolk, Winter striper Pearmain Автор(ы): Роберт Адамс Плоды: зимние (улёживаются зимой с декабря по март, иногда держатся до мая), сочные, винносладкие Дерево: среднерослое, скороспелое, даёт обильные и регулярные урожаи Устойчивость: низкая к морозам |          | Фото яблок/яблони | [ 17 ] [ 18 ] |

- 'Пальметта'
- 'Памяти Нестерова'
- 'Памяти Тихомирова'
- 'Память Хитрово'
- 'Память Воину'
- 'Память есаулу'
- 'Память Жаворонкова'
- 'Память Исаева'
- 'Память Мичурина'
- 'Память Семакину'
- 'Память Сергееву'
- 'Память Сикоры'
- 'Память Сюбаровой'
- 'Память Ульянищева'
- 'Память Шевченко'
- 'Папировка Ранняя'
- 'Папировка'
- 'Пармен Зимний Золотой'
- 'Пепин Башкирский'
- 'Пепин Лондонский'
- 'Пепин Рибстона'[14]
- 'Пепин Шафранный'
- 'Пепинка Алтайская'
- 'Первенец Бурятии'
- 'Первенец Ртищева'
- 'Персиянка'
- Пинова
- 'Победа Черненко'
- 'Победитель'
- 'Подарок Садоводам'
- 'Подарок БАМу'
- 'Подарок Графскому'
- 'Подарок Осени'
- 'Подруга'
- 'Подснежник'
- 'Поливитаминное'
- 'Помон-Китайка'

## Р
- Ранетка (сортотип яблони)
- 'Ранетка Ермолаева'
- 'Ранетка Пурпуровая'
- 'Ранетное Дуки'
- 'Раннее Алое'
- 'Ред Делишес'
- Ред Чиф
- 'Ренет'
- 'Ренет Бергамотный'
- 'Ренет Бленгеймский'
- 'Ренет Золотой Курский'
- 'Ренет Кабардинский'
- 'Ренет Кичунова'
- 'Ренет Ландсбергский'
- 'Ренет Окрашенный'
- 'Ренет Поволжья'
- 'Ренет Симиренко'
- 'Ренет Татарский'
- 'Ренет Черненко'
- 'Ренет Шампанский'
- Ренуарцив
- 'Репанка'
- 'Розмарин'
- 'Розовый Налив'
- 'Розмарин Русский'
- 'Роскошное'
- 'Россиянка'
- 'Россошанское Августовское'
- 'Россошанское Багряное'
- 'Россошанское Весеннее'
- 'Россошанское Вкусное'
- 'Россошанское Зимнее'
- 'Россошанское Летнее'
- 'Россошанское Полосатое'
- 'Роял Ред Делишес'
- 'Руби'
- 'Рублёвое'

## С
| Название            | Описание | Описание | Фотография        | П.     |
| ------------------- | --- | -------- | ----------------- | ------ |
| Суйслепское Эстония | Оригинальное название: Суйслепское | Код: ?   | Фото яблок/яблони | [ 19 ] |
| Суйслепское Эстония | Синоним(ы): Суйслепер, Малиновка, Вейсенштейнское Автор(ы): — (сорт народной селекции) Районирован: Алма-атинская, Амурская, Джамбульская, Ивано-Франковская, Львовская, Семипалатинская, Смоленская, Талды-Курганская, Чимкентская области, Краснодарский край; Белоруссия, Грузия, Латвия, Таджикистан; Плоды: основная окраска мраморно-белая, покровная окраска полосатая, ярко-розовая, мякоть отличного кисло-сладкого вкуса, зрелыми становятся в августе—начале сентября Дерево: крона пирамидальная или округлая густооблиственная, слабо повреждается болезнями и вредителями Устойчивость: удовлетворительная зимостойкость |          | Фото яблок/яблони | [ 19 ] |

- Салгирское
- Салют
- Саммер Ред
- Свежесть
- Севастопольское
- Северный синап
- Северянка
- Семеренко (кислый)[15]
- Серебряное копытце
- Серинка[14]
- Сеянец SR-0523
- Сеянец Кравченко
- Сеянец Пудовщины
- Сеянец Титовки
- Сеянец Требу[14]
- Сибирский сувенир
- Сигне-тилиш
- Синап белый
- Синап орловский
- Скифское
- Скороплодное
- Скрижапель обыкновенный
- Слава Бурятии
- Слава Мичуринска
- Слава переможцам (Слава победителям)
- Слава Приморья
- Славянка
- Слонёнок
- Смеральда
- Смугляночка
- Снежок
- Солнцедар
- Спартак
- Спартан
- Спутник
- Старк Джонграймс
- Старк Ред Голд
- Старк Спур Эрлиблейз
- Старк
- Старкримсон
- Стройное
- Студенческое
- Сувенир Алтая
- Сувенир

## Т
- Таврия
- Таёжное
- Тамбовское
- Теллисааре
- Терентьевка
- Тонконожка
- Тубинское

## У
- Удмуртское осеннее
- Уорчестер
- Урал-тау
- Уралец
- Уральский сувенир
- Уральское наливное
- Услада
- Успех[14]
- Уэлси
- Уэлспур

## Ф
- Фаворит
- Фармел
- Феникс алтайский
- Фермер
- Фестивальное
- Фея
- Филиппа[14]
- Флагман
- Флорина
- Фонарик
- Фортуна
- Фрегат
- Фуджи
- Фуджик
- Фуджина
- Фуджион

## Х
- Хакасский синап
- Хвалынское
- Хорнголд

## Ц
- Целминю дзелтенайс[14]
- ЦИВГ 198[20] (в реестре с 2015)

## Ч
- Чара
- Чаравница
- Чародейка
- Чашниковское
- Челлини
- Червонец
- Черкасское урожайное
- Черноморское (то же что и Черноморское Инденко ???)
- Черноморское Инденко
- Чудное
- Чулановка

## Ш
- Шаропай
- Шафран саратовский
- Шафран саянский
- Шафранное
- Шушенское

## Щ
- Щедрость
- Щит

## Э
- Эверия
- Эврика
- Экранное

## Ю
- Юбилей Москвы
- Юбилейное Алибекова
- Юбилейное биофака
- Юбилейное Шевченко
- Юбиляр
- Юнга
- Юный натуралист

## Я
- Яблочный Спас
- Яндыковское
- Янтарка алтайская
- Янтарное
- Янтарное ожерелье
- Янтарь